# Награда „Данко Поповић”
Награда „Данко Поповић” додељује се на конкурсу за најбољу књигу прозе аутора на српском језику, први пут објављене у прошлој години.
Награду у спомен на књижевника Данка Поповића установио је 2011. године Управни одбор Фонда „Први српски устанак” у Аранђеловцу, а додељује је Народни музеј Аранђеловац. Одлуку о добитнику доноси трочлани жири (првобитно: петочлани), а свечано се уручује добитнику (по правилу) 26. августа на манифестацији „Разговори под липом Данка Поповића”, на отвореној сцени парка Буковичке бање, у оквиру Смотре „Мермер и звуци” у Аранђеловцу. Право предлагања имају издавачи, културне установе, удружења, организације и појединци. Награда се састоји од повеље и новчаног износа.
У раду жирија учествовали су истакнути књижевни критичари: Марко Недић, Јован Делић, Александар Јовановић, Мирослав Егерић, Слободан Ракитић, Радивоје Микић, Петар Пијановић и Јана Алексић.

## Добитници
| Год.  | Добитник              | Дело              | Врста             | Жири                                                                              | Реф.   |
| ----- | --------------------- | ----------------- | ----------------- | --------------------------------------------------------------------------------- | ------ |
| 2012. | Воја Чолановић        | Ода мањем злу     | роман             | Мирослав Егерић, Слободан Ракитић, Марко Недић, Слободан Павићевић и Саша Миленић | [ 1 ]  |
| 2013. | Јован Радуловић       | Сумњива сахрана   | књига приповедака | Мирослав Егерић, Александар Јовановић, Радивоје Микић, Саша Миленић и Марко Недић | [ 2 ]  |
| 2014. | Драго Кекановић       | Усвојење          | књига приповедака | Јован Делић, Александар Јовановић, Радивоје Микић, Саша Миленић и Марко Недић     | [ 3 ]  |
| 2015. | Владан Матијевић      | Пристаништа       | књига прича       | Марко Недић, Јован Делић и Александар Јовановић                                   | [ 4 ]  |
| 2016. | Вуле Журић            | Република Ћопић   | роман             | Марко Недић, Јован Делић и Александар Јовановић                                   | [ 5 ]  |
| 2017. | Слободан Мандић       | Очев нови мандат  | роман             | Марко Недић, Јован Делић и Александар Јовановић                                   | [ 6 ]  |
| 2018. | Радован Бели Марковић | Плава капија      | роман             | Марко Недић, Јован Делић и Александар Јовановић                                   | [ 7 ]  |
| 2019. | Весна Капор           | Венац за оца      | књига приповедака | Марко Недић, Јован Делић и Александар Јовановић                                   | [ 8 ]  |
| 2020. | Драгиша Калезић       | Галерија Кирка    | роман             | Марко Недић, Јован Делић и Александар Јовановић                                   | [ 9 ]  |
| 2021. | Иван Златковић        | И жив и мртав     | роман             | Марко Недић, Јован Делић и Александар Јовановић                                   | [ 10 ] |
| 2022. | Александар Гаталица   | Двадесет пети сат | роман             | Петар Пијановић, Јана Алексић и Никола Маринковић                                 | [ 11 ] |
| 2023. | Драган Хамовић        | Род ораха         | роман             | Петар Пијановић, Јана Алексић и Никола Маринковић                                 | [ 12 ] |